# 地方財政計画
地方財政計画（ちほうざいせいけいかく）とは、地方公共団体の歳入歳出総額の見込額に関する書類である。この計画を元にして地方交付税等の地方財源の保障がなされるほか、各地方公共団体の財政運営上の指標としての役割も担っている。
地方交付税法第７条の規定に基づき毎年度作成され、内閣により国会に提出されるとともに一般に公表される。